# Lekkoatletyka na Letnich Igrzyskach Olimpijskich 1984 – rzut oszczepem mężczyzn
Rzut oszczepem mężczyzn podczas XXIII Letnich Igrzysk Olimpijskich w Los Angeles rozegrano 4 (kwalifikacje) i 5 sierpnia 1984 (finał) na stadionie Los Angeles Memorial Coliseum. Zwycięzcą został reprezentant Finlandii Arto Härkönen. Był to ostatni konkurs igrzysk olimpijskich, w którym używano oszczepu starego typu. 

## Rekordy
|                   | Zawodnik      | Narodowość | Wynik  | Data               | Miejsce  |
| ----------------- | ------------- | ---------- | ------ | ------------------ | -------- |
| Rekord świata     | Uwe Hohn      | NRD        | 104,80 | 20 lipca 1984(dts) | Berlin   |
| Rekord olimpijski | Miklós Németh | Węgry      | 94,58  | 26 lipca 1976(dts) | Montreal |

## Wyniki
| Poz. - pozycja |
| – rekord świata \| – rekord krajowy \| – rekord życiowy \| = – wyrównany rekord życiowy \| · – najlepszy wynik w sezonie \| = – wyrównany najlepszy wynik w sezonie \| – rekord olimpijski |
| Fn – falstart \| DNF – nie ukończył \| DNS – nie wystartował \| DSQ – zdyskwalifikowany |

### Kwalifikacje
Do finału awansowali zawodnicy, którzy osiągnęli minimum 83,00 m (Q), względnie 12 najlepszych (gdyby mniej niż 12 zawodników osiągnęło minimum, q). Miotacze startowali w dwóch grupach (A i B).
| Poz. | Grupa | Zawodnik             | Reprezentacja     | Próby | Próby | Próby | Wynik | Uwagi |
| Poz. | Grupa | Zawodnik             | Reprezentacja     | 1     | 2     | 3     | Wynik | Uwagi |
| ---- | ----- | -------------------- | ----------------- | ----- | ----- | ----- | ----- | ----- |
| 1.   | B     | Tom Petranoff        | Stany Zjednoczone | 85,96 | –     | –     | 85,96 | Q     |
| 2.   | B     | Dave Ottley          | Wielka Brytania   | 85,68 | –     | –     | 85,68 | Q     |
| 3.   | A     | Roald Bradstock      | Wielka Brytania   | 79,52 | 81,08 | 83,06 | 83,06 | Q     |
| 4.   | B     | Arto Härkönen        | Finlandia         | 82,82 | 83,06 | –     | 83,06 | Q     |
| 5.   | A     | Wolfram Gambke       | RFN               | 75,10 | 82,98 | x     | 82,98 | q     |
| 6.   | A     | Per Erling Olsen     | Norwegia          | 82,46 | x     | x     | 82,46 | q     |
| 7.   | A     | Laslo Babits         | Kanada            | x     | 76,68 | 82,18 | 82,18 | q     |
| 8.   | A     | Masami Yoshida       | Japonia           | 78,14 | 81,42 | 78,06 | 81,42 | q     |
| 9.   | B     | Kenth Eldebrink      | Szwecja           | 79,36 | 81,06 | 79,42 | 81,06 | q     |
| 10.  | A     | Einar Vilhjálmsson   | Islandia          | 79,78 | x     | 80,94 | 80,94 | q     |
| 11.  | A     | Jean-Paul Lakafia    | Francja           | 80,52 | 66,26 | 78.02 | 80,52 | q     |
| 12.  | A     | Duncan Atwood        | Stany Zjednoczone | 77,08 | 79,34 | x     | 79,34 | q     |
| 13.  | A     | Raimo Manninen       | Finlandia         | 79,26 | x     | x     | 79,26 |       |
| 14.  | A     | Juan de la Garza     | Meksyk            | 78,80 | x     | 79,16 | 79,16 |       |
| 15.  | B     | Reidar Lorentzen     | Norwegia          | x     | 68,00 | 76,62 | 76,62 |       |
| 16.  | A     | Sejad Krdžalić       | Jugosławia        | 76,52 | x     | x     | 76,52 |       |
| 17.  | B     | Tero Saviniemi       | Finlandia         | x     | 76,46 | x     | 76,46 |       |
| 18.  | B     | Steve Roller         | Stany Zjednoczone | 75,50 | 75,48 | x     | 75,50 |       |
| 19.  | A     | Zakayo Malekwa       | Tanzania          | 71,80 | x     | 75,18 | 75,18 |       |
| 20.  | B     | Kazuhiro Mizoguchi   | Japonia           | 74,82 | 72,58 | 69,18 | 74,82 |       |
| 21.  | B     | Muhammad Rashid Khan | Pakistan          | 72,48 | 70,76 | 74,58 | 74,58 |       |
| 22.  | B     | Klaus Tafelmeier     | RFN               | x     | x     | 73,52 | 73,52 |       |
| 23.  | A     | Agostino Ghesini     | Włochy            | 72,16 | 63,92 | 72,96 | 72,96 |       |
| 24.  | B     | Chen Hung-yen        | Chińskie Tajpej   | 62,46 | 71,48 | 68,54 | 71,48 |       |
| 25.  | B     | Gurtej Singh         | Indie             | 63,62 | 70,08 | 69,32 | 70,08 |       |
| 26.  | B     | Sigurður Einarsson   | Islandia          | 69,82 | 66,68 | 67,02 | 69,82 |       |
| 27.  | A     | Justin Arop          | Uganda            | 69,76 | 66,30 | x     | 69,76 |       |
| –    | B     | Mike O’Rourke        | Nowa Zelandia     | x     | x     | x     | NM    |       |

### Finał
| Poz. | Zawodnik           | Reprezentacja     | Próby | Próby | Próby | Próby | Próby | Próby | Wynik |
| Poz. | Zawodnik           | Reprezentacja     | 1     | 2     | 3     | 4     | 5     | 6     | Wynik |
| ---- | ------------------ | ----------------- | ----- | ----- | ----- | ----- | ----- | ----- | ----- |
| 01 ! | Arto Härkönen      | Finlandia         | x     | 78,74 | 84,34 | 86,76 | x     | x     | 86,76 |
| 02 ! | Dave Ottley        | Wielka Brytania   | 85,74 | 81,52 | x     | x     | 83,92 | 84,46 | 85,74 |
| 03 ! | Kenth Eldebrink    | Szwecja           | x     | 80,28 | x     | x     | 83,72 | 83,30 | 83,72 |
| 4.   | Wolfram Gambke     | RFN               | 82,00 | 82,46 | x     | 78,88 | x     | 72,08 | 82,46 |
| 5.   | Masami Yoshida     | Japonia           | x     | 81,98 | x     | 81,98 | 77,92 | 81,66 | 81,98 |
| 6.   | Einar Vilhjálmsson | Islandia          | 80,44 | 77,66 | 79,22 | 81,58 | x     | 79,26 | 81,58 |
| 7.   | Roald Bradstock    | Wielka Brytania   | 70,20 | 81,22 | 78,22 | 76,68 | x     | 78,82 | 81,22 |
| 8    | Laslo Babits       | Kanada            | x     | x     | 80,68 | x     | x     | x     | 80,68 |
| 9.   | Per Erling Olsen   | Norwegia          | 73,64 | x     | 78,98 | NQ    | NQ    | NQ    | 78,98 |
| 10.  | Tom Petranoff      | Stany Zjednoczone | x     | x     | 78,40 | NQ    | NQ    | NQ    | 78,40 |
| 11.  | Duncan Atwood      | Stany Zjednoczone | 72,54 | 78,10 | x     | NQ    | NQ    | NQ    | 78,10 |
| 12.  | Jean-Paul Lakafia  | Francja           | x     | x     | 70,86 | NQ    | NQ    | NQ    | 70,86 |